# Ferrari America et Superamerica
La famille des Ferrari America ou Superamerica (SA) est née de la volonté d'Enzo Ferrari de développer, dès le début des années 1950, un modèle spécifique de voiture de sport adapté au goût américain du luxe et de la puissance. Elles seront produites de 1951 à 1967.
Ces Ferrari, successivement appelées « America », puis « Superamerica », devaient recevoir un traitement particulier tant en matière de style, d'aménagement intérieur, que de cylindrée et de puissance développée. Elles ont toutes reçu des moteurs V12 dont les cylindrées allaient de 4 à 5 L selon les modèles et les années. Chacun de ces coupés de prestige était produit à l'unité sur commande et chaque exemplaire différait par de nombreux détails.

## Historique
Ferrari fit appel à des carrossiers de prestige, tels Pininfarina, Ghia, Boano, Aldo Brovarone ou Scaglietti.
- Ferrari 340 America en 1951 : 23 voitures construites, onze par Vignale, huit par Touring, et quatre par Ghia, elle est équipée du moteur Lampredi V12 de 4,1 L développé pour la Formule 1 ;
- Ferrari 342 America en 1952 : seulement six sont construites, elles utilisent le même moteur que la 340 ;
- Ferrari 375 America en 1953 : environ onze exemplaires construits. Le moteur est un Lampredi de 4,5 L ;
- Ferrari 410 Superamerica : avec une série de dix coupés, en 1956, équipés d'un moteur V12 de 4 962 cm2 développant 340 ch, une autre série de six coupés en 1957 avec un empattement raccourci de 20 cm, et une dernière série de douze coupés en 1958, équipés du moteur développant 360 ch de la Ferrari 4.9 Superfast présentée au Salon de Turin en 1957 ;
- Ferrari 400 Superamerica en 1959 : équipée d'un moteur de 3 967 cm2 développant 298 ch et de freins à disque sur les quatre roues, cette voiture était dotée d'une calandre rectangulaire qui lui donnait une ligne controversée. Elle fut construite au total en sept exemplaires dont un fut livré en mai 1960 à Gianni Agnelli. Le cabriolet s'inspire des lignes de la 250 ;
- Ferrari 400 Aerodinamico : coupé présenté au Salon de Genève en 1961, dessiné par Aldo Brovarone, et évoquant le prototype Ferrari Superfast 2 de 1960, il fut construit en quatorze exemplaires. De ce coupé, une deuxième version à empattement long fut construite en dix-huit exemplaires dont cinq cabriolets ;
- Ferrari 500 Superfast : coupé présenté en 1964, produit jusqu'en 1966 à 36 exemplaires avec un V12 Ferrari Colombo de 5 L développant 400 ch ;
- Ferrari 365 California : roadster produit de 1966 à 1967 à quatorze exemplaires (dont deux à conduite à droite)[1] avec un moteur de 4,4 L.

La 365 California fut la dernière représentante de la famille des Ferrari Superamerica, jusqu'à ce que le nom resurgisse pour le nouveau coupé-cabriolet 575 Superamerica présenté en 2004. Le nom est de nouveau utilisé en 2011 pour la Ferrari Superamerica 45 et en 2014 pour la F60 America et la Ferrari SP America.

## Galerie

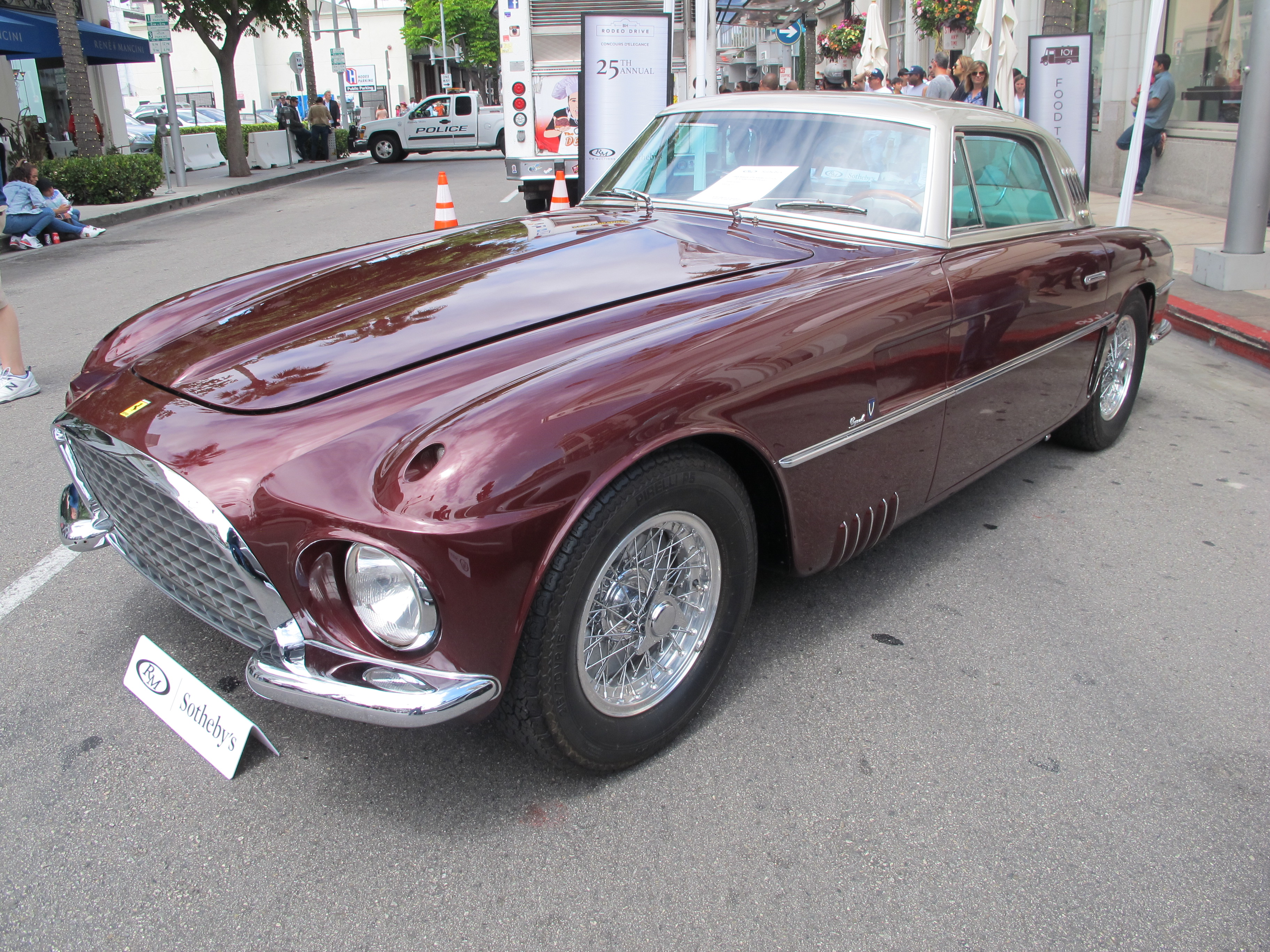
Ferrari 375 America.
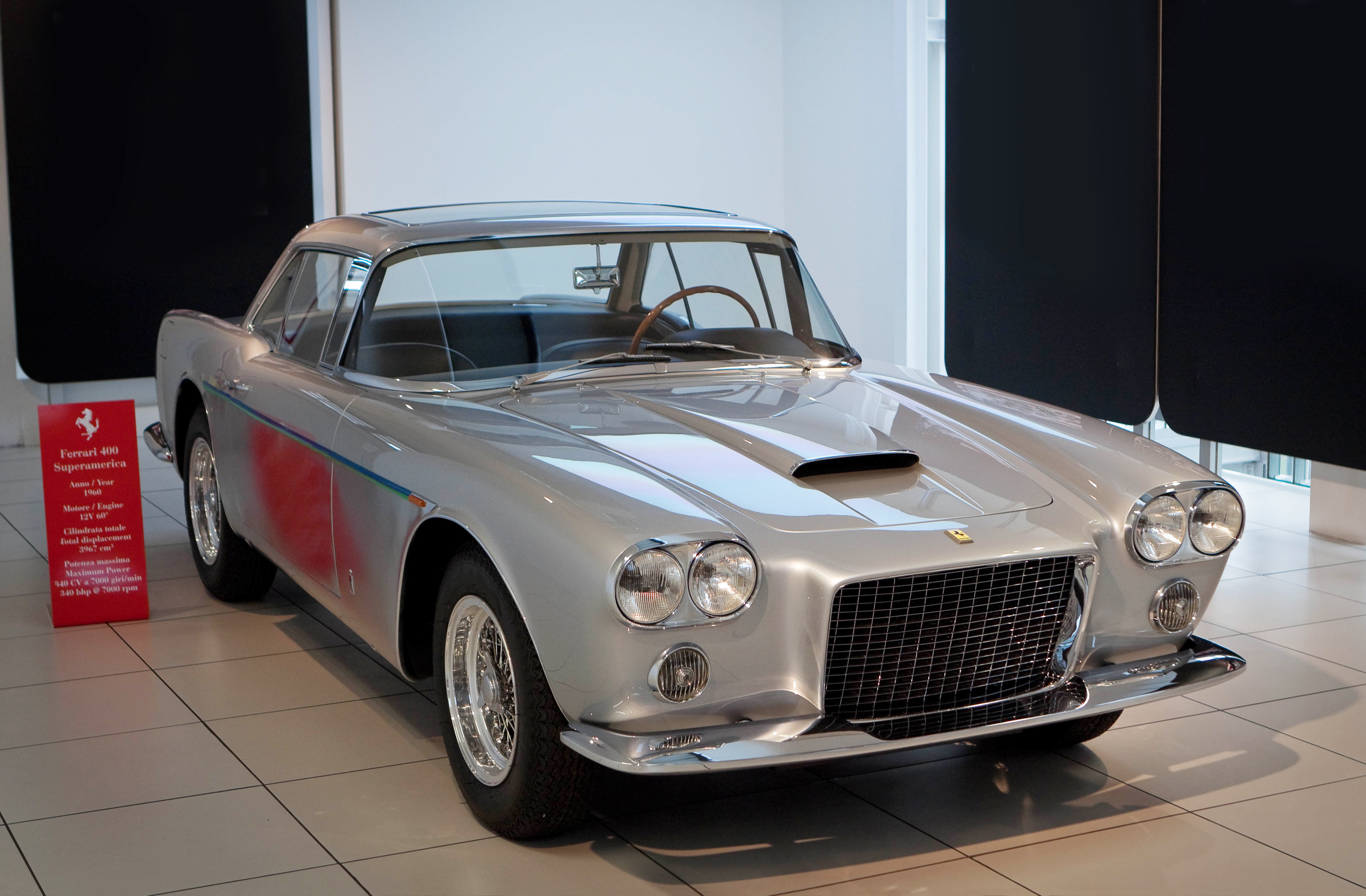
Ferrari 400 Superamerica.
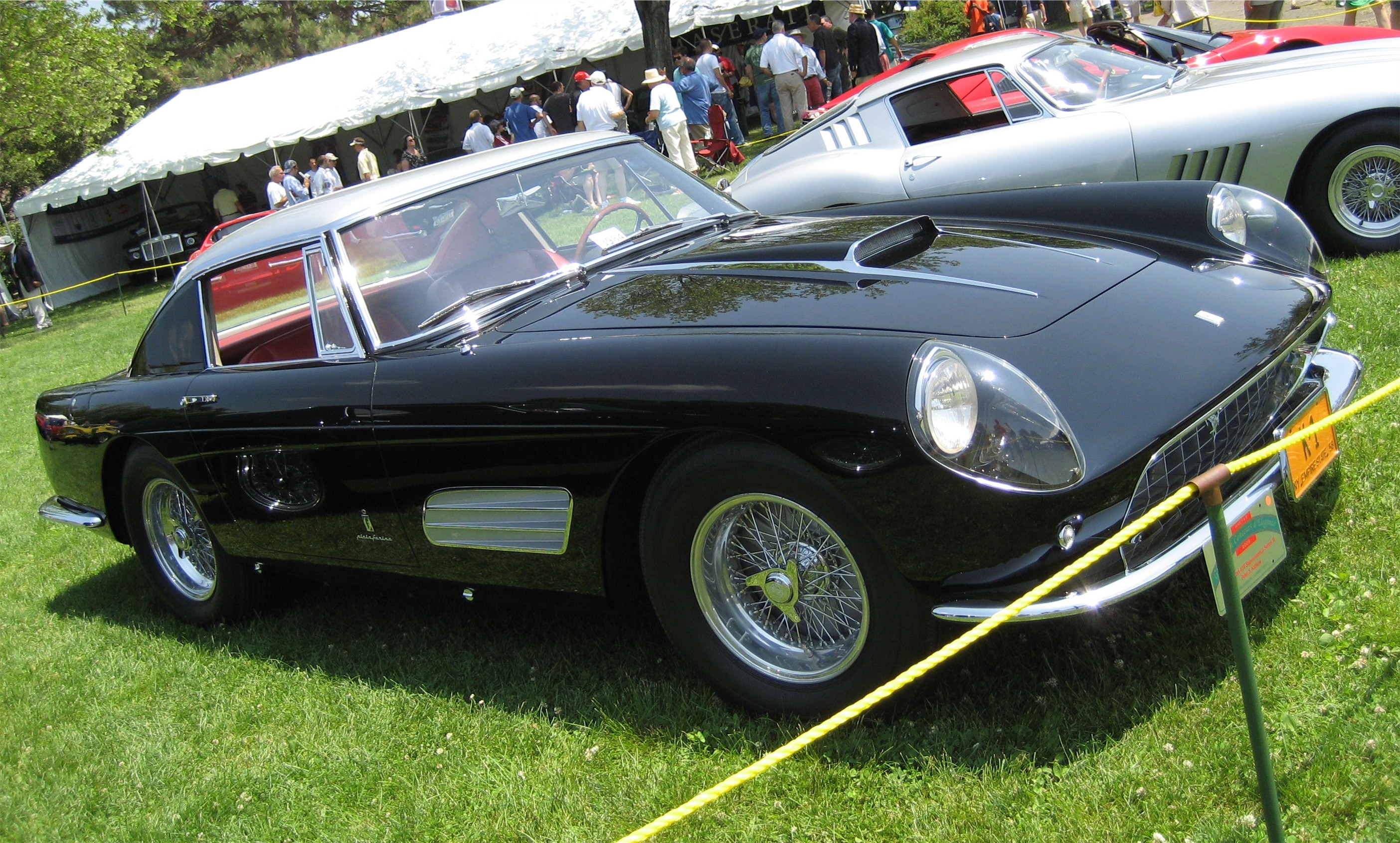
Ferrari 410 Superamerica.
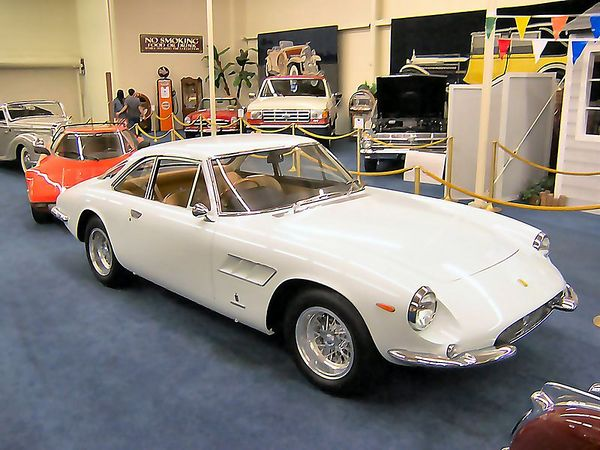
Ferrari 500 Superfast.